# Рук, Кларенс
Кла́ренс Рук (англ. Clarence Rook; 1862, Великобритания — 23 декабря 1915, Лондон, там же) — британский писатель и журналист из Лондона, наиболее известный как автор романа «Ночи хулигана».

## Биография
О подробностях жизни Кларенса Рука известно крайне мало. Он родился в Великобритании в 1862 году. Став журналистом и писателем, Рук начал работать над публикациями о Лондоне и его жителях. Одинаково легко он писал об обитателях лондонских трущоб и представителях среднего класса, о путешествиях и о знаменитостях. Так, однажды он брал интервью у Бернарда Шоу и заслужил одобрение выдающегося драматурга — тот назвал Рука «очень умным человеком». На рубеже XIX и XX веков Рук, наряду с Пэлемом Грэнвилом Вудхаузом, входил в число авторов популярной в то время юмористической колонки «Между прочим».
Известность и популярность Руку принесло его произведение «Ночи хулигана», увидевшее свет в 1899 году. В этом романе автор рассказывал о криминальных и любовных похождениях молодого весёлого лондонского жулика и пройдохи Альфа, а также о повседневной жизни Ист-Энда и Лондона в целом. После публикации «Ночей хулигана» Рук занял свою нишу в ряду популярнейших писателей Лондона, среди которых в тот период были Джордж Гиссинг, Редьярд Киплинг, Артур Моррисон, Уолтер Безант и другие видные британские литераторы, писавшие о городской жизни конца XIX столетия.
Неизвестно, по какой причине популярность Рука резко спала, а сам он прекратил заниматься активной писательской деятельностью. «Немногие эпохальные авторы могут так же фактически исчезнуть, как Рук», — писал Бенни Грин в 1979 году. Известно, что Рук пробовал себя в качестве детективного писателя: его единственным произведением в жанре детектива стал небольшой рассказ «Происшествие у „Кафе-Рояль“», впервые опубликованный в 1898 году в журнале «Хармсворт».
Кларенс Рук умер 23 декабря 1915 года после продолжительной болезни на руках у своей жены Клер.